# Good Apollo, I'm Burning Star IV, Volume Two: No World for Tomorrow
Good Apollo, I'm Burning Star IV, Volume Two: No World for Tomorrow è il quarto album pubblicato dalla alternative metal band Coheed and Cambria, seguito del precedente Good Apollo, I'm Burning Star IV, Volume One: From Fear Through the Eyes of Madness. Insieme, i due album raccontano la quarta parte della saga delle Amory Wars, concept su cui si basano tutti i dischi della band. È il primo (ed unico) album della band con Taylor Hawkins alla batteria, dopo l'uscita dalla band di Josh Eppard.
Di questo album esistono tre formati diversi: una edizione DeLuxe comprendente il CD e DVD con un documentario di 24 minuti sul Making of dell'album con interviste, riprese nello studio, cinque demo acustiche mai sentite prima, un booklet con scene tratte dal fumetto The Amory Wars e oltre 50 fotografie dei tour recenti; una versione ridotta composta dal solo il CD con copertina in cartone ed una versione in vinile in cui l'album è registrato su due LP, con disegni di Ken Kelley.
Prima della pubblicazione ufficiale, alcune canzoni sono state presentate dal vivo: Mother Superior, proposta al Chameleon Club di Lancaster (Pennsylvania) nel settembre del 2006 e The Running Free proposta durante il Warped Tour del 2007. Nel luglio del 2007 MTV ha pubblicato un articolo in cui i Coheed and Cambria affermavano che questo album è più sperimentale rispetto agli album precedenti. In particolare Sanchez raccontava che ha sperimentato con strumenti musicali a lui non del tutto familiari come il pianoforte e l'organo a creare un sound che definisce alla Ray Charles in Quaaludes, tanto più che alcune canzoni
sono state scritte al pianoforte e solo successivamente convertite in intricate parti di chitarra.

## Tracce
1. "The Reaping" – 1:13
2. "No World for Tomorrow" – 5:06
3. "The Hound (of Blood and Rank)" – 4:38
4. "Feathers" – 4:55
5. "The Running Free" – 4:16
6. "Mother Superior" – 6:38
7. "Gravemakers & Gunslingers" – 4:20
8. "Justice in Murder" – 4:28
9. "The End Complete I: The Fall of House Atlantic" – 1:04
10. "The End Complete II: Radio Bye Bye" – 4:54
11. "The End Complete III: The End Complete" – 7:44
12. "The End Complete IV: The Road and the Damned" – 3:35
13. "The End Complete V: On the Brink" – 7:08

DVD bonus nell'edizione deluxe
1. "Mother Superior (Taylor Guitars Performance @ NAMM 07 - PCM Stereo)"
2. "Kitchen Jam (PCM Stereo)"
3. "Cuts Marked In The March Of Men (Original Acoustic Demos - PCM Stereo)"
4. "A Favor House Atlantic (Original Acoustic Demos - PCM Stereo)"
5. "The Willing Well II- From Fear Through The Eyes Of Madness (Original Acoustic Demo - PCM Stereo)"
6. "The Suffering (Original Acoustic Demo - PCM Stereo)"
7. "Always And Never / Welcome Home (Original Acoustic Demo - PCM Stereo)"
8. "Tour Photo Album (PCM Stereo)"
9. "Always And Never / Welcome Home (AUDIO BED)"

## Formazione
- Claudio Sanchez – voce, chitarra ritmica
- Travis Stever – chitarra solista, voce
- Michael Todd – basso, voce
- Taylor Hawkins – batteria[2]